# Belt Parkway

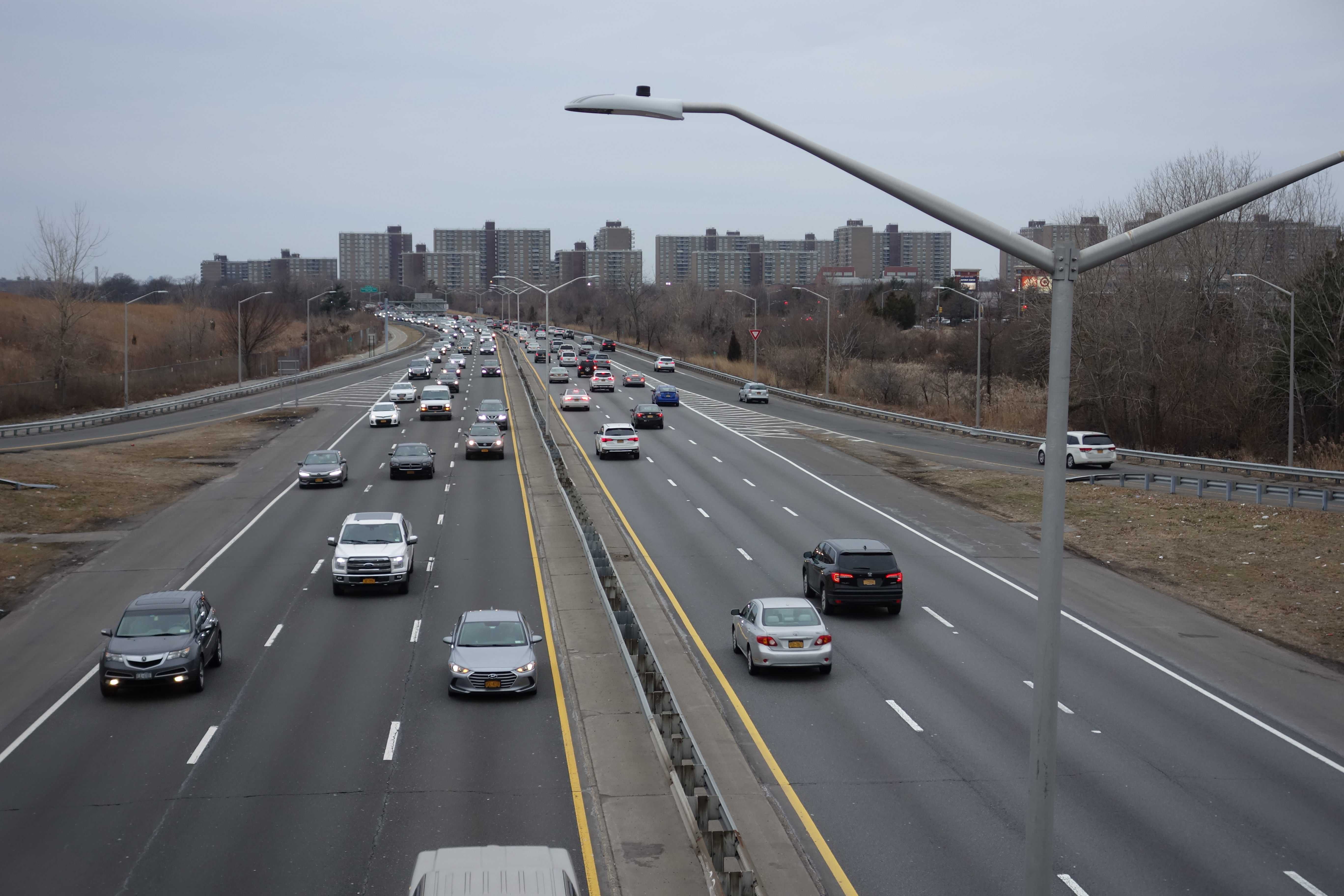
Der Belt Parkway, hier als Shore Parkway bei Spring Creek, Brooklyn

Der Belt Parkway, auch als Belt System bekannt, ist ein Autobahn-System in den Stadtbezirken Brooklyn und Queens in New York City, USA.
Der Belt Parkway beginnt im Südwesten von Brooklyn im Stadtteil Sunset Park und führt teilweise entlang der Küstenlinie durch den Süden von Brooklyn und Queens bis in den Stadtteil Gambria Heights an der Stadtgrenze zu Nassau County. Der Parkway hat eine Länge von 40,7 Kilometer (25,29 Meilen) und besteht aus den drei Abschnitten Shore Parkway, Southern Parkway und Laurelton Parkway. Zum Belt System, aber nicht zum Belt Parkway, gehört auch der Cross Island Parkway, der im Osten von Queens an den Laurelton Parkway anbindet und bis in den Stadtteil Whitestone am East River führt und separat bezeichnet wird. Auf den Parkways dürfen keine Nutzfahrzeuge wie LKWs verkehren.

## Geschichte

Karte mit dem Belt Parkway (rot)

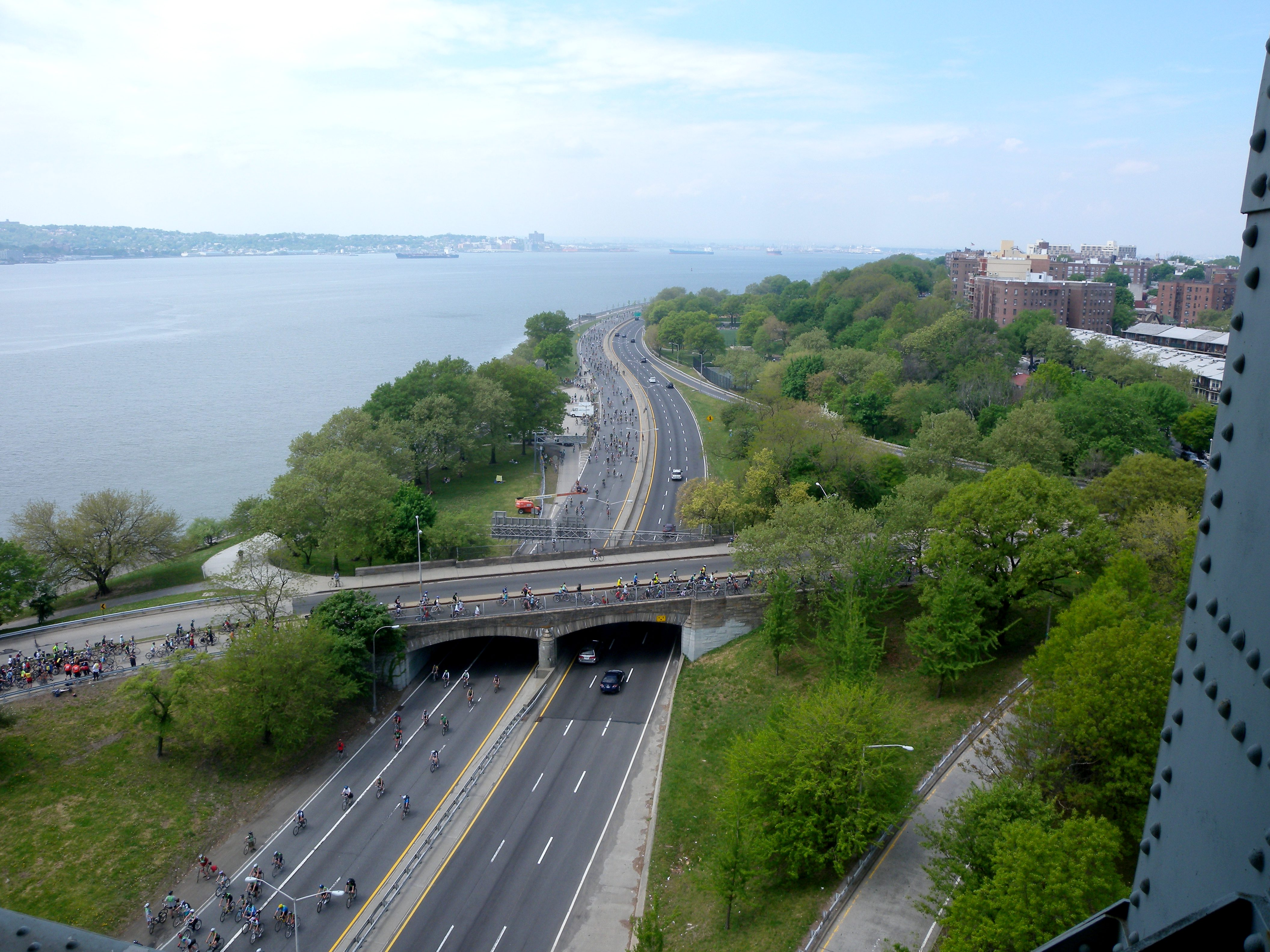
Shore Parkway bei Bay Ridge

Das Belt System wurde 1929 von der Regional Plan Association als Teil eines „Metropolitan Loop“, der durch alle fünf Stadtbezirke von New York City sowie New Jersey führen sollte, vorgeschlagen und von Robert Moses 1930 aufgegriffen, dessen Behörden mit der Planung begannen. Damals wurde das Belt-Projekt als „Marginal Boulevard“ bezeichnet.
Der Bau begann 1934. Dabei wurden neue Autobahnentwürfe umgesetzt, darunter dunkle Hauptfahrbahnen und heller gefärbte Ein- und Ausfahrtsstraßen. Bei der Trassierung wurde in den 1930er Jahren unter anderem der Coney Island Creek mittels Landaufschüttung beseitigt, sodass Coney Island von einer Insel zu einer Halbinsel wurde. Das Belt System wurde am 29. Juni 1940 eröffnet, nachdem die meisten Abschnitte des Cross Island, Southern und Shore Parkway fertiggestellt waren. Die Parkways waren ausschließlich für Personenkraftwagen konzipiert. Ursprünglich waren neben Lastkraftwagen auch Kombifahrzeuge für den Verkehr auf dem Parkway gesperrt, wurden aber später wie SUVs und Vans für den Personentransport zugelassen. Ab Oktober 2009 wurden sieben veraltete Brücken neu errichtet.

## Abschnitte
Der Belt Parkway ist namentlich in drei Abschnitte unterteilt.

### Shore Parkway

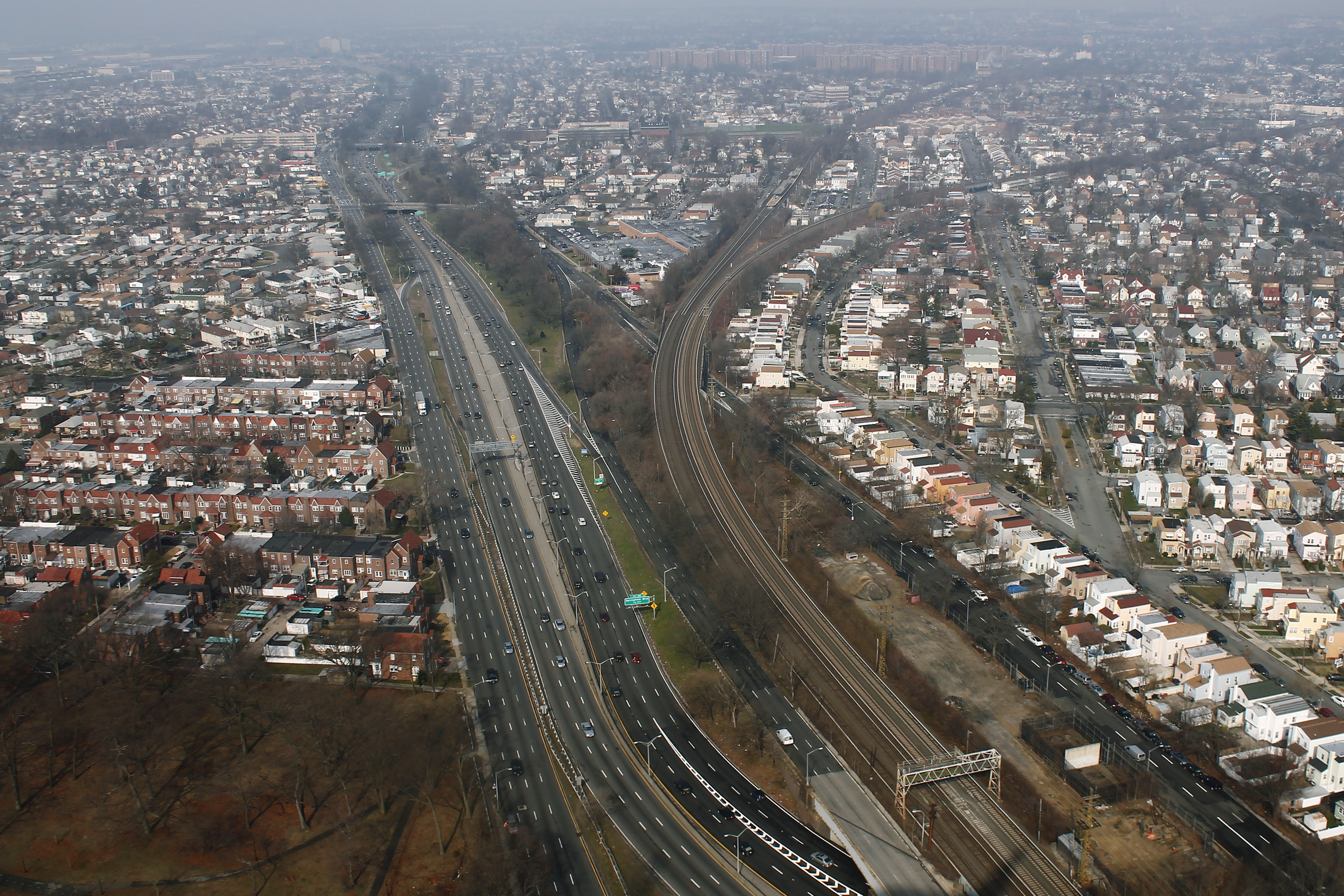
Southern Parkway (Belt Parkway)

Der Shore Parkway ist der erste und mit 30,7 km längste Abschnitt des Belt Parkways. Er besitzt von 1 bis 18B fortlaufend nummeriert 17 Anschlussstellen. Der Parkway beginnt mit einer Anbindung an den Gowanus Expressway (Interstate 278) in Sunset Park und führt ab Bay Ridge zunächst entlang der Küste zahlreiche Stadtteile passierend nach Gravesend. Bei Bay Ridge/Fort Hamilton unterquert er die Verrazano-Narrows Bridge. Von Gravesend verläuft der Parkway nach Osten nördlich an Coney Island vorbei nach Barren Island mit dem historischen Flugplatz Floyd Bennett Field, wo er nach Nordosten umschwenkt und weiter ins Landesinnere bis nach South Ozone Park in Queens führt und dort in den Southern Parkway übergeht. Neben den genannten Stadtteilen durchquert oder tangiert der Shore Parkway den Dyker Beach Park sowie die Stadtteile Bath Beach, Brighton Beach, Sheepshead Bay, Gerritsen Beach, Mill Basin, Bergen Beach, Canarsie, East New York (Starrett City, Spring Creek) in Brooklyn sowie Howard Beach und Lindenwood in Queens.

### Southern Parkway

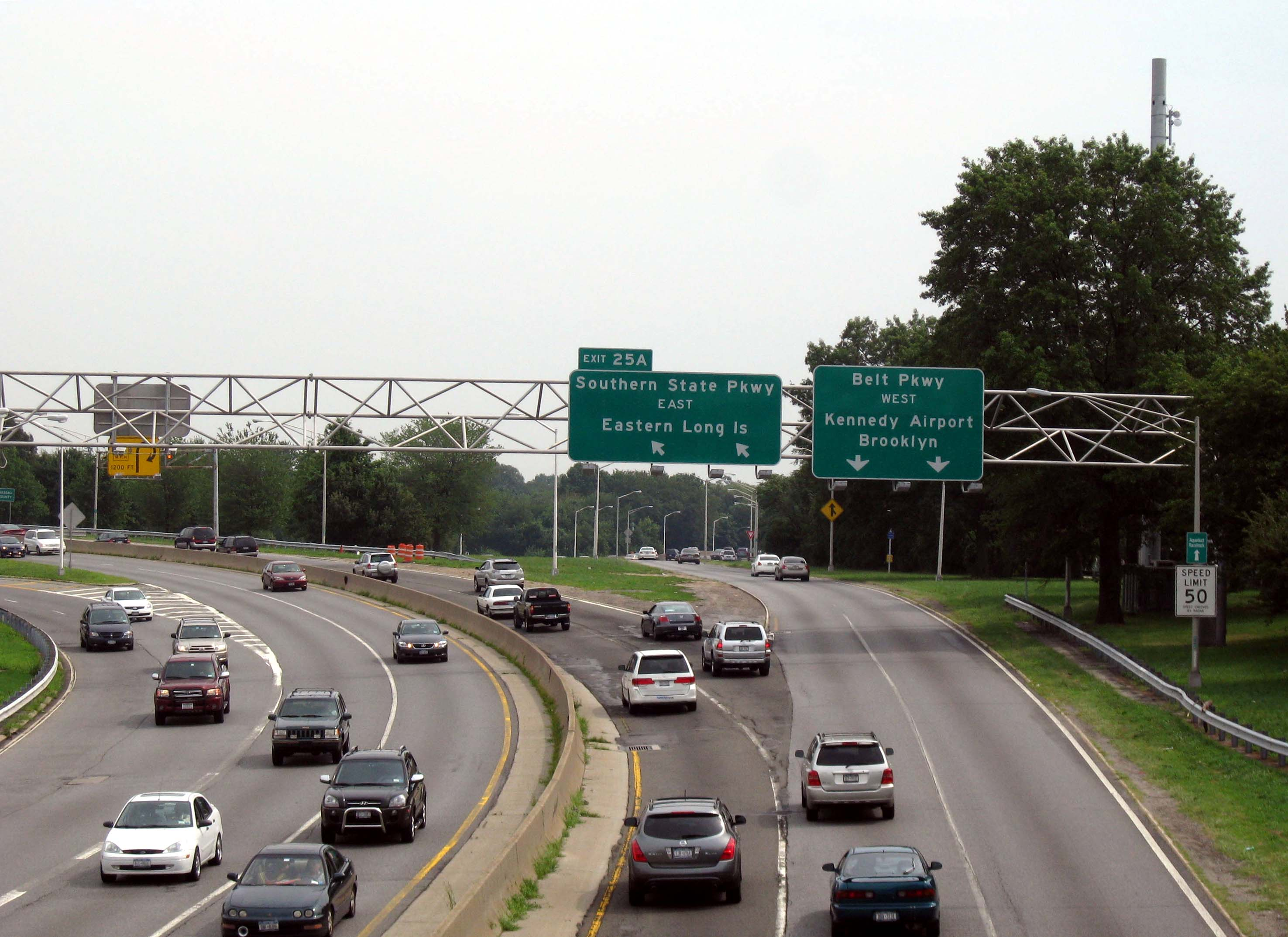
Anschlussstelle 25A, Cross Island Parkway/Laurelton Parkway

Ab der Anschlussstelle 19, die eine Zufahrt zum JFK Airport und zum Nassau Expressway ermöglicht, geht der Shore Parkway in den Southern Parkway über. Er führt etwa 5,8 Kilometer, den Interstate 678 querend, durch die Stadtteile South Ozone Park und Springfield Gardens zur Anschlussstelle 23B in Laurelton. Die Anschlussstelle 20 stellt eine Verbindung zum JFK Expressway her und beim Übergang in den Laurelton Parkway unterquert er die Bahnstrecke Long Island Rail Road.

### Laurelton Parkway
Mit 4,2 km Länge ist der Laurelton Parkway der kürzeste Abschnitt im Belt System. Er beginnt an der Anschlussstelle 23A und verläuft durch den Stadtteil Laurelton und an Rosedal vorbei nach Gambria Heights, wo er mit der Anschlussstelle 25A an den hier beginnenden Southern State Parkway bindet und mit der Anschlussstelle 25B in den Cross Island Parkway übergeht. Der Southern State Parkway führt auf Long Island durch den Nassau County in den Suffolk County und endet dort in der Stadt Islip. Der Cross Island Parkway führt durch Gambria Heights, Queens Village, Bellerose Manor, Bayside nach Whitestone und endet im Viertel Malba an der Interstate 678, die von hier über die Whitestone Bridge in die Bronx führt.